# Teoría filosófica
Una teoría filosófica es una teoría que explica una rama específica de filosofía. Si bien cualquier tipo de tesis puede ser llamada una teoría, en la filosofía analítica se reserva el término «teoría» a los intentos sistemáticos para resolver problemas.
Los teoremas elementales que comprenden una teoría filosófica consisten de declaraciones que son creídas ser verdaderas por los pensadores que las aceptaron y que pueden ser o no ser empíricas. Las ciencias tienen una idea muy clara de qué es una teoría; sin embargo, en las artes, como la filosofía, la definición es más vaga. Las teorías filosóficas no son necesariamente teorías científicas, aunque pueden consistir de declaraciones empíricas y no empíricas.
En esencia, todos los movimientos filosóficos, escuelas de pensamiento y sistemas de creencias consisten en teorías filosóficas. También se incluyen entre las teorías filosóficas muchos principios, hipótesis, normas, paradojas, leyes, así como las 'ologías', 'ismos' y efectos.

## Ejemplos de teorías
- Metateoría: teorías sobre la formación y el contenido de las teorías, como los teoremas de incompletitud de Kurt Gödel.
- Teoría política: teorías que sustentan una filosofía política, como la teoría de la justicia de John Rawls.
- Teoría ética y metaética: teorías sobre la naturaleza y el propósito de las declaraciones éticas, como la teoría ética de Immanuel Kant.[4]
- Teoría crítica: en su sentido estrecho, un conjunto de pensamiento europeo occidental de la marxista escuela de Fráncfort  que tiene como objetivo criticar y transformar antes que meramente explicar las estructuras sociales.[5] En un sentido más amplio, la teoría crítica se relaciona con una variedad de posiciones políticas, literarias y filosóficas que tomar por lo menos algo de su inspiración de la Escuela de Fráncfort y su dialéctica y que normalmente cuestiona la posibilidad de objetividad o distancia de posiciones políticas.[6]